# Джаджпур (округ)
Джаджпу́р (англ. Jajpur) или Джаджапу́р — округ в индийском штате Орисса. Административный центр — город Джаджпур. Площадь округа — 2888 км². По данным всеиндийской переписи 2001 года население округа составляло 1 624 341 человек. Уровень грамотности взрослого населения составлял 71,4 %, что выше среднеиндийского уровня (59,5 %). Доля городского населения составляла 4,5 %.